# تیم ملی والیبال مردان آذربایجان
تیم ملی والیبال مردان آذربایجان (به انگلیسی: Azerbaijan men's national volleyball team)یک تیم والیبال متشکل از مردان والیبالیست کشور آذربایجان است که به نمایندگی از این کشور در میادین بین‌المللی حاضر می‌شود.